# ماساكي يامادا (كاتب)
ماساكي يامادا (باليابانية: 山田正紀) (16 يناير 1950، ناغويا في اليابان)؛ روائي ياباني. درس في جامعة ميجي.